# Archivo Histórico Municipal de Granada
El Archivo Histórico Municipal de Granada es el archivo responsable de la custodia, tratamiento y difusión de la documentación producida por los órganos de gobierno de la ciudad de Granada. Se encuentra ubicado en el Palacio de los Córdova, en la cuesta del Chapiz.

## Historia
Los orígenes del Archivo Histórico Municipal de Granada son paralelos a los del Ayuntamiento de Granada, que fue instituido oficialmente por los Reyes Católicos en 1500 mediante una Carta real de merced. Para acoger las dependencias del Concejo se dispuso de la antigua Madraza. En 1858 el cabildo se trasladó a las nuevas casas consistoriales, el antiguo convento de los Carmelitas. En 1983 el Ayuntamiento adquirió el Palacio de los Córdova, trasladándose el Archivo Municipal a esta nueva ubicación. Las nuevas dependencias abrieron sus puertas al público el 2 de agosto de 1984.